# Сан-Карлос (департамент, Сальта)
Департамент Сан-Карлос  (исп. Departamento de San Carlos) — департамент в Аргентине в составе провинции Сальта .
Территория — 5125 км². Население — 7,2 тыс.человек. Плотность населения — 1,4 чел./км².
Административный центр — Сан-Карлос.

## География
Департамент расположен на юго-западе провинции Сальта.
Департамент граничит:
- на северо-востоке — с департаментом Чикоана
- на востоке — с департаментом Ла-Винья
- на юго-востоке — с департаментом Кафайяте
- на юге — с провинцией Катамарка
- на западе — с департаментом Молинос
- на северо-западе — с департаментом Качи

## Административное деление
Департамент включает 3 муниципалитета:
- Сан-Карлос
- Ангастако
- Анимана

## Важнейшие населенные пункты[3]
| № | Населённый пункт | Населённый пункт (исп.) | Категория | Население чел. (2010) | На карте                        |
| - | ---------------- | ----------------------- | --------- | --------------------- | ------------------------------- |
| 1 | Сан-Карлос       | San Carlos              | город     | 2209                  | 25°53′36″ ю. ш. 65°55′44″ з. д. |
| 2 | Анимана          | Animaná                 | поселок   | 1276                  | 25°58′12″ ю. ш. 65°56′54″ з. д. |
| 3 | Ангастако        | Angastaco               | поселок   | 823                   | 25°41′29″ ю. ш. 66°10′06″ з. д. |
| 4 | Эль-Барриаль     | El Barrial              | поселок   | 437                   | 25°54′55″ ю. ш. 65°56′47″ з. д. |